# 2003 UL292
2003 UL292, também escrito como 2003 UL292, é um objeto transnetuniano que está localizado no Cinturão de Kuiper, uma região do Sistema Solar. Este corpo celeste é classificado como um cubewano. Ele possui uma magnitude absoluta de 7,3 e tem um diâmetro estimado com 153 km.

## Descoberta
2003 UL292 foi descoberto no dia 24 de outubro de 2003 pelo astrônomo Marc W. Buie.

## Órbita
A órbita de 2003 UL292 tem uma excentricidade de 0,075 e possui um semieixo maior de 44,902 UA. O seu periélio leva o mesmo a uma distância de 41,537 UA em relação ao Sol e seu afélio a 48,267 UA.